# Rectoria de Premià de Mar
La Rectoria de Premià de Mar és un edifici de Premià de Mar (Maresme) protegit com a Bé Cultural d'Interès Local.

## Descripció
Es tracta d'un edifici situat al carrer del mateix nom, no gaire allunyat de l'església de Sant Cristòfol. Molt ben conservada, és d'estil popular però amb certs elements decoratius de la façana (arcuacions llombardes, arcs i mènsules a les finestres) més d'estil eclèctic que historicista. La utilització d'elements d'estil medieval en façanes és molt propi encara a principis del segle XX d'edificis de vinculació eclesiàstica.